# Maria Berruezo
Maria Berruezo (Granollers, 22 d'agost de 1982) és una emprenedora catalana del sector femtech.
És una de les dues representants espanyoles del comitè d'experts de l'agència de l'ONU Unitar que assessora en la Iniciativa Mundial d'Educació en Lactància Materna. El 2016 va cofundar juntament amb Alba Padró l'empresa emergent LactApp, la primera aplicació sobre lactància materna basada en intel·ligència artificial.
Ha estat escollida per la revista Forbes com una de les 100 persones més creatives al món dels negocis, per l'Escola d'Administració d'Empreses com una de les 10 millors emprenedores de Catalunya, per la xarxa europea Euclid com una de les 100 millors emprenedores socials d'Europa i pel Govern central com a una de les dones referents de l'emprenedoria innovadora.